# Agelena gaerdesi
Agelena gaerdesi är en spindelart som beskrevs av Roewer 1955. Agelena gaerdesi ingår i släktet Agelena och familjen trattspindlar.
Artens utbredningsområde är Namibia. Inga underarter finns listade i Catalogue of Life.